# Acrobates pygmaeus
Acrobates pygmaeus (Карликова перохвоста летяга або Акробатець карликовий) — представник родини Acrobatidae підряду Кускусовиді.

## Опис
Розміри цієї тварини відповідають латинській назві «пігмей». Довжина тулуба: 6,5–8 см, вага: до 14 г. Колір хутра сірий, з темними плямами навколо очей і з білими плямами за вухами. Нижні частини тіла світліші, вуха помірно великі і округлі. Має шкіряну мембрану між передньою та задньою ногами, що дозволяє стрибати на відстань до 25 м. Хвіст у цього виду має довжину до 8 см й нагадує перо, звідси й інша частина назви тварини — перохвоста. Хвіст відіграє роль вітрил та руля при польоті. Четвертий палець на усіх лапах довгий. У самиці є 4 молочні залози.

## Спосіб життя
Полюбляє евкаліптові ліси. Веде нічний спосіб життя. Харчується нектаром квітів та термітами. Будує округлі кубла у листів евкаліптів. Живе групами до 20 осіб.
Статева зрілість у самиць настає у 8 місяців, а самців — в 12. Парування відбувається з липня по січень. Народжуються дитинчата у серпні-листопаді. Зазвичай їх чотири. За один рік в однієї самиці може бути кілька виводків.

## Розповсюдження
Acrobates pygmaeus мешкає на сході Австралії від Квінсленду до Вікторії.

## У культурі
Acrobates pygmaeus викарбувано на бронзових медалях Олімпіади у Сіднеї у 2000 році. Тварина зображена на 1-центовій австралійській монеті.